# Акку (кафе)
Кафе «Акку» (каз. Аққу) — было одним из известных заведений советской эпохи в городе Алматы, расположенным в историческом сквере на улице Панфилова, угол улицы Богенбай батыра (быв. улица Кирова). Оно занимало особое место в культурной жизни города, привлекая как местных жителей, так и туристов своей романтической атмосферой.

## История
«Акку» открылось в середине XX века и быстро завоевало популярность, где горожане и гости города могли отдохнуть, выпить кофе и насладиться мороженым. Особенной изюминкой «Акку» был кофе, приготавливаемый по-турецки на песке, что придавало этому заведению особый колорит и вкус.
В 1990-е годы, в период перехода к рыночной экономике, кафе «Акку» столкнулось с экономическими трудностями и закрылось. Некоторые рассказывают, что одного из лебедей кто-то убил, а другой умер от тоски. После этих трагических событий, как говорят, сгорело и само кафе. Несмотря на упадок, кафе «Акку» остается символом культурной жизни Алматы в советскую эпоху. Его история и значение для городской интеллигенции отражают важность местных культурных и общественных центров в формировании общественного дискурса и культурных традиций.

## Архитектура
Кафе представляло собой открытую площадку и имело традиционные черты советской архитектуры. Внутренний интерьер отличался уютом и простотой, что создавало атмосферу домашнего уюта для посетителей. Одним из авторов архитектурного проекта кафе был Тимур Бимашевич Сулейменов, президент казахстанского союза дизайнеров. Если судить с инженерной точки зрения, то это был очень простой объект. Внутри был небольшой островок, где стоял домик для плавающих лебедей в пруду. Там всегда кто-то был, чтобы ухаживать за лебедями и следить, чтобы они не покидали водоём.

## Культурное значение
Кафе «Акку» было популярным местом для встреч и обсуждений среди писателей, поэтов, художников, журналистов, актеров и других представителей культурной элиты. Именно здесь часто проходили литературные вечера, презентации книг, обсуждения искусства и политики.
Его описывали в своих произведениях Олжас Сулейменов, Мағира Қожахметова, Рымғали Нұрғали, Жаңабек Жақсығалиев, Қошым-Ноғай Байбота Серікбайұлы, Юрий Домбровский.
Любили это место и сотрудники Союза писателей Казахстана. Кафе «Акку» было излюбленным местом Мукагали Макатаева, Бағыт Жангалиева, Оралхан Бөкей, Аскар Сулейменов, Есенгали Раушанов, Абдижамил Нурпеисов, Тахави Ахтанов, Сағат Әшімбай, Ахат Жақсыбай, Рафаэль Ниязбеков, Шөмішбай Сариев, Жарасқан Әбдіраш, Рахметолла Райымқұлов, Шерхан Мұртаза, Олжас Сулейменов, Мырзан Кенжебай, музыкальная группа Жетіген, Биби Артыкова и ее дочь Акмарал Артыкова участницы женского ансамбля ВИА Айгуль.
В 1980-е годы «Акку» стало не только местом отдыха, но и центром социальной жизни студентов, которых привлекали доступная ценовая политика и уютная атмосфера. Вечером здесь собирались студенты различных учебных заведений, обсуждала учебу, литературу, политику, текущие и культурные события, а также просто проводила время в компании друзей.
Кафе славилось своей атмосферой и возможностью найти компанию для общения и знакомств. Молодежь здесь знакомилась, а потом, по традиции, приходила сюда уже семьями, с детьми.

## Восстановление
Строительство кафе «Акку» проводится в рамках исполнения Протокольного поручения Президента Республики Казахстан Касым-Жомарта Токаева от 17 марта 2021 года, согласно которому кафе входит в стратегию «восстановления исторического облика города». Проект постановления в первую очередь рассматривается как социальный вопрос, а не коммерческий. В проекте предусмотрено, что кафе будет занимать только законно предназначенную для его возведения территорию и останется одноэтажным, как и раньше. Изменения коснутся лишь строительства подвального помещения для технических и инфраструктурных нужд, которое будет соответствовать всем современным архитектурным нормам. Стараясь сохранить как можно больше исторических деталей, специалисты провели большую работу по поиску архивных фотографий и планов города, а также беседовали с бывшими посетителями кафе. Открытие культового кафе для жителей и гостей города запланировано до конца осени 2024 года. Открылось в "тестовом режиме" в конце июня 2025 года.